# Афонтова гора
Афо́нтова гора́ — група пізньопалеолітичних стоянок поблизу Красноярська.
Найважливіша з них — Афонтова гора друга — досліджувалась 1884, 1914 та 1923—25 І. М. Савенковим, Г. П. Сосновським, В. І. Громовим та ін.
Під час розкопок виявлено залишки заглибленого в землю довгочасного житла, всередині якого знайдено вироби з каменю і кістки, характерні для мадленської культури.
Велика кількість кісток мамутів, північних оленів, песців та інших свідчить про те, що жителі Афонтової гори займались полюванням. Знайдено також кістки одомашненого вовка (собаки).
Особливо важлива знахідка кісток людини монголоїдного типу.